# هاسو فون مانتويفل
 هاسو - إيكارد فرايهر فون مانتويفل  (بالألمانية: Hasso von Manteuffel) (14 يناير 1897 - 24 سبتمبر 1978) قائد وسياسي ليبرالي ألماني شارك في الحربين العالميتين الأولى والثانية، عرف بمهارته التكتيكية في معارك الدبابات.
ولد فون مانتويفل في بوتسدام لعائلة أرستقراطية، وإنضم إلى الجيش الألماني في 22 فبراير 1916، وشارك في القتال في الجبهة الغربية وأصيب في القتال في 12 أكتوبر في فرنسا. وبعد فترة نقاهة، وعاد إلى الخدمة في فبراير 1917 في هيئة الأركان العامة.
وفي عهد جمهورية فايمار، التحق بفوج الفرسان الخامس والعشرين ثم قائدًا لفوج الخيالة البروسي الثالث. وفي 15 أكتوبر 1935، عين قائدًا لكتيبة الدراجات النارية الثانية التابعة لفرقة الدبابات الثانية بقيادة هاينز جوديريان. وفي 25 فبراير 1937، أصبح مستشارًا في قيادة قوات الدبابات في القيادة العليا للجيوش الألمانية. وفي 1 فبراير 1939، أصبح مدرس في مدرسة جنود الدبابات الثانية في برلين، وبقي هناك حتى عام 1941، وبهذا لم يشارك في الحملات على بولندا وفرنسا.
في 1 مايو 1941، أصبح فون مانتيفيل قائدًا للكتيبة الأولى في فرقة الدبابات السابعة، ثم انتقل بتلك الكتيبة لينضم إلى مجموعة الدبابات الثالثة تحت قيادة هرمان هوث إحدى وحدات مجموعة الجيوش المركزية في عملية بارباروسا أثناء غزو الاتحاد السوفييتي. في 25 أغسطس 1941، تولى قيادة فوج البنادق السادس إحدى وحدات فرقة الدبابات السابعة بعد مقتل قائدها. وفي مايو 1942، بعد أن شارك فوجه في قتال عنيف حول موسكو في شتاء 1941/1942، نُقلت فرقة الدبابات السابعة إلى فرنسا لتجديدها. في 15 يوليو 1942، وبينما كانت الفرقة لا تزال في فرنسا، أصبح فون مانتيفيل قائدًا للواء الدبابات السابع في فرقة الدبابات السابعة.
في أوائل عام 1943، أرسل فون مانتيفيل إلى أفريقيا، حيث أصبح قائد لفرقة فون برويخ/فون مانتيفيل تحت قيادة هانس يورغن فون أرنيم في جيش الدبابات الخامس إحدى وحدات الفيلق الأفريقي التي يقودها إرفين رومل، حيث شارك بوحدته في العمليات الدفاعية خلال حملة تونس، ونجح في عدد من عمليات الهجوم المضاد الناجحة التي أوقفت قوات الحلفاء. في خضم القتال العنيف، إنهار بسبب الإرهاق في 31 مارس، وتم نقله إلى ألمانيا.
بعد فترة نقاهة، أصبح فون مانتيفيل قائدًا لفرقة الدبابات السابعة في 22 أغسطس 1943، وأرسل مرة أخرى إلى الجبهة الشرقية، حيث إنهار عقب معركة كورسك وهجوم السوفييت المضاد. وعلى الرغم من إصابته في ظهره في الهجوم الجوي السوفييتي في 26 أغسطس 1943، بقي يقاتل في أوكرانيا. وبعد معارك شرسة في خاركوف وبيلغورود، وعلى طول نهر دنيبر، ونجح في إيقاف هجوم الجيش الأحمر. وفي أواخر نوفمبر، وتمكن من استعادة جيتومير، منقذًا فرقة الدبابات الثامنة المحاصرة في شمال المدينة.
ونتيجة لذلك، أصبح فون مانتيفيل قائد لفرقة دبابات النخبة في 1 فبراير 1944، والتي شاركت تحت قيادته في سلسلة من المعارك الدفاعية غرب كريفوجراد، ثم انسحبت عبر أوكرانيا إلى رومانيا في أواخر مارس 1944، وهناك شارك في سلسلة من الدفاعات الناجحة في شمال رومانيا خلال يونيو، إلى أن احيلت للاستيداع لتصليحها. في أواخر يوليو بعد إصلاح الفرقة، تلقت فرقته أوامر بالتوجه إلى بروسيا الشرقية، والتي كانت مهددة بعد أن سحق الجيش الأحمر مجموعة الجيوش المركزية في عملية باغراتيون، وهناك بدأ هجومًا مضادًا ناجحًا ولكنه مكلف في ليتوانيا، وتمكنت من تحقيق استقرار الجبهة، لكنه فشل في اختراق جيب كورلاند، حيث كانت مجموعة الجيوش الشمالية محاصرًا بعدما هزمت مجموعة الجيوش المركزية.
في 1 سبتمبر 1944، تمت ترقيته وتولى قيادة جيش الدبابات الألماني الخامس، الذي كان يقاتل في الجبهة الغربية. وبعد قتال عنيف في اللورين ضد الجيش الأمريكي الثالث بقيادة جورج باتون، تم سحب وحدته للإصلاح والاستعداد هجوم الآردين. وعلى الرغم من أن دوره كان الدعم، إلا أن فون مانتيفيل وجيش الدبابات الخامس حققا واحدًا من أعمق الاختراقات في خطوط الحلفاء أثناء الهجوم، وبلغ تقريبا نهر الميز، وشمل هذا الاختراق في معركة البستون.
في 10 مارس 1945، تولى فون مانتيفيل قيادة جيش الدبابات الألماني الثالث على الجبهة الشرقية، الذي كان ضمن مجموعة جيوش فيستولا بقيادة الجنرال غوتهارد هاينريكي، وتم تكليفه بالدفاع عن ضفاف نهر الأودر شمال مرتفعات سيلو، والتي إن حافظ على هذا الموقع، سيمنع السوفييت من التوجه إلى بوميرانيا الغربية ثم إلى برلين، إلا أن فون مانتيفيل واجه هجومًا ساحقًا من قبل الجبهة البيلاروسية الثانية بقيادة قنسطنطين روكوسوفسكي خلال معركة برلين. خلال تلك المعركة، دخلت القوات السوفيتية مقر قيادته، وقتلت أربعة من مساعديه وجرحت عددًا مماثلاً. وقبل أن يتمكنوا من قتل الآخرين، قتل فون مانتيفيل واحد من السوفييت بطلقة، وذبح آخر بسكين.
في 25 أبريل، اخترقت الجبهة البيلاروسية الثانية صفوف جيش الدبابات الألماني الثالث جنوب شتايتن، مما إضطر فون مانتيفيل إلى الانسحاب إلى ميكلنبورغ. وفي 28 أبريل، عُرض عليه قيادة مجموعة جيوش فيستولا، إلا أنه رفض. وفي 3 مايو 1945، استسلم هاسو فون مانتيفيل بقواته للحلفاء الغربيين، حتى لا يقع في أسر السوفييت.
بعد الحرب، بقي فون مانتيفيل في معسكر لأسرى الحرب حتى سبتمبر 1947، وبعد الإفراج عنه، دخل عالم السياسة ومثّل الحزب الديمقراطي الحر في البوندستاج بين عامي 1953 و 1957، كما أصبح المتحدث باسم الحزب، وكان من المؤيدين البارزين لإعادة تسلح الجيش الألماني في مرحلة ما بعد الحرب العالمية الثانية.
كان هاسو فون مانتيفيل يتحدث اللغة الإنجليزية بطلاقة، وعومل كضيف شرف في الولايات المتحدة، وزار البنتاجون بدعوة من رئيس الولايات المتحدة الأمريكية دوايت أيزنهاور. وفي عام 1968، ألقى فون مانتيفيل محاضرة في أكاديمية الولايات المتحدة العسكرية في وست بوينت، وعمل كمستشار فني لأفلام الحرب، كما أشاد به «كورنيليوس رايان» في المعركة الأخيرة. كما ظهر أيضًا في الفيلم الوثائقي العالم في حرب.
توفي هاسو فون مانتيفيل في النمسا في 24 سبتمبر 1978، وهو متزوج من أرمجارد فون كلايست في 23 يونيو 1921، وله ولدين.

## روابط خارجية
- هاسو فون مانتويفل على موقع الموسوعة البريطانية (الإنجليزية)
- هاسو فون مانتويفل على موقع مونزينجر (الألمانية)